# Capità Pugwash
Capità Pugwash és un pirata de ficció en una sèrie de còmics i llibres per nens britànics que va crear John Ryan. Les aventures dels protagonistes van ser adaptades a una sèrie de televisió, fent servir retallables de cartró filmats en acció en viu (la primera sèrie va ser retransmesa en viu), el capità, també anomenat Pugwash, va sortir per primer cop a la BBC el 1957, i en color més tard, primer el 1974–75, i una sèrie d'animació tradicional, Les Aventures de Capità Pugwash, emesa el 1998.
L'heroi epònim – Capità Horatio Pugwash – navega els mars en el seu vaixell anomenat Porc Negre, hàbilment assistit pel grumet Tom, els pirates Willy i Barnabas, i el Company Mestre. El seu enemic mortal és Cut-Throat Jake, capità del Flying Dustman.

## Història
El Capità Horatio Pugwash va fer el seu debut en un còmic- en format de tira. En el primer còmic va sortir com a The Eagle el 1950, llavors va aparèixer regularment com a tira en Radio Times. El 1957 la BBC va encarregar una sèrie de pel·lícules d'animació produïdes per Gordon Murray. Ryan va produir un total de 86 episodis de cinc minuts de longitud per la BBC, va rodar en pel·lícula blanc i negre, però més tard ho va canviar a color. Ryan va utilitzar una tècnica de temps real d'animació en la qual es van col·locar retalls de cartró dels personatges sobre fons pintats i es va traslladar amb palanques. Les veus dels personatges van ser proporcionades per Peter Hawkins. L'última sèrie de curts de Pugwash fets per Ryan van ser produïts el 1975.
Tot i que hi ha molts anacronismes en la sèrie, el llibre The Battle of Bunkum Bay dona algunes pistes útils de l'era en que les històries estan posades. En aquest llibre, the King of Great Britain s'assembla molt a George I i el Rei de França s'assembla a Lluís XIV, suggerint que aquesta història va tenir lloc dins 1714–15. Tanmateix, una de les poques referències directes a una data que es troba en la sèrie de televisió original és en l'episodi 'Pirate of the Year' on Pugwash entra al"Pirate of the Year contest 1775"
Un nombre de seqüeles dels llibres van ser escrits per John Ryan, qui en els anys 1980s va dibuixar tres nous còmics de Pugwash : The Secret of the San Fiasco, The Battle of Bunkum Bay i The Quest for the Golden Handshake
Un llibre relacionat per John Ryan era Almirall Fatso Fitzpugwash, on es revelat que Pugwash va tenir un avantpassat medieval que era Primer Senyor de Mar, però que tenia por de l'aigua.

## Episodis
Previ a les sèries 1974–1975, la primera generació de Capità Pugwash els episodis van ser filmats en blanc i negre i van ser mostrats en la televisió britànica per primer cop, entre 1957 i 1966. Aquests episodis inicials, comptabilitzant un total de 87 episodis, amb els productors que utilitzen els codis de producció de CP001 a CP087. Aquests episodis inicials són a més de 30 episodis, de la segona generació de la sèrie, els quals van ser produïts en color, entre 16 setembre 1974 i 11 juliol 1975. Capità Pugwash també venut a l'estranger, a diverses cadenes de televisió, inclosa la ABC Television d'Austràlia. Allà l'espectacle era emès durant les tardes, en els 1970s i '80s.
Els drets a Capità Pugwash va ser adquirit per The Britt Allcroft Company, qui dese 1997 ençà ha emès un nombre de pel·lícules de dibuixos digital i fetes amb ordinador basat en el protagonista Pugwash, situat en l'illa de "Montebuffo", "en algun lloc en el mar Carib". Peter Hawkins no va proporcionar les veus, HIT Entertainment va emprar com a actor protagonista James Saxon.
Un DVD que conté, 'Les 30 aventures marítimes' de la segona de generació de color 1974–1975, (156 minuts) va ser donat amb els Sunday Times el 20 de gener de 2008.

## Personatges

### Capità Pugwash
El pompous però simpàtic capità del Black Pig. Tot i que presumeix de ser el "bucaner més valent", és de fet bastant covard i estúpid. La seva cobdícia sovint li proporciona algun problema. Malgrat ser un pirata, és rarament vist cometent qualssevol actes de pirateria.

### Master Mate
Un personatge una mica encantat, que té una tendència per tenir lapsus i a pronunciar malament paraules comunes. Té un os de peluix en la seva llitera i és bastant afable. No està completament clar per què és el company, mentre no apareix per tenir qualsevol autoritat sobre la resta de la tripulació. Va aparèixer en la primera història de Pugwash, en la qual va ser descrit com estant constantment adormit. La pronunciació gangosa per part de Pugwash del nom d'aquest personatge apareix per ser la font principal de la llegenda urbana sobre els noms de personatges que són sexualment suggestius.

### Barnabas
El més agressiu dels pirates, però en realitat simplement inofensiu. És bastant rebel i rondinaire, i és potser marginalment més intel·ligent que Willy, el Mate o el Capità. No va ser presentar en les sèries de 1997 .

### Willy
Un mariner senzill de Wigan. Apareix per ser el membre de tripulació més jove (a part de Tom). És una ànima suau, i està en contra d'utilitzar la violència. Ell, tanmateix, té ocasionalment idees brillants i ha estat el salvador de la tripulació (certament de vegades més per sort que per intenció).

### Tom el Noi de Cabina
Es pot argumentar que sense Tom, Pugwash hi hauria estat enfonsat fa molt de temps. És el membre més intel·ligent i amb més recursos de la tripulació, l'únic un que pot cuinar i l'únic que de fet pot navegar un vaixell. Tot i que Pugwash mai l'admetria, l'habilitat de pensar de Tom és probablement l'única cosa que li impedeix de ser un fracàs total com a pirata. La resta de la tripulació també creu que són incapaços d'operar sense Tom, després que va deixar amb el capità quan la tripulació es va amotinar. Tom és un jugador expert de concertina, malgrat que això sigui un anacronisme de del segle xix per un pirata del segle xviii, i la part del seu repertori és El Trumpet Hornpipe (el tema Capità Pugwash).
Va ser retratat amb un accent de Home Counties en la primera adaptació televisiva, i amb un accent irlandès en les sèries de 1997 .

### Cut-Throat Jake
Archienemic del Capità Pugwash, capità del Flying Dustman  (un joc de paraules en el Flying Dutchman combinat amb una referència a l'ocupació de dustman). Quan no està maquinant per provocar la caiguda de Pugwash, és un pirata força més competent que el seu enemic, i sempre sembla tenir un tresor abundant. Parla amb un accent estereotipic de West Country, i es reconeix fàcilment pel seu pegat de l'ull i enorme barba negra.

### Els personatges afegits en les darreres sèries
- Jonah

Aquest personatge va reemplaçar el pirata Barnabas, que va sortir en la sèrie més primerenca. El seu eslogan és "Cap bé vindrà d'aquest, marca les meves paraules!" Jonah apareix per ser d'un origen jamaicà. És el més alt de la tripulació mentre sovint colpeja el seu cap en el sostre del vaixell. És també un dels més forts de la tripulació i és el fuster del Black Pig .
- Governador de Portobello

Aquest personatge viu a dalt de tot de l'illa en una mansió coberta en parres. Parla molt baix i el seu cap de guàrdia, Lt. Scratchwood, normalment actua com a megàfon. Està profundament enamorat de Donna Bonanza i l'ajuda en tot el que necessita .
- Maggie Lafayette

Aquesta reina pirata apareguda en la segona sèrie quan ella segresta el vaixell del capità per fugir de les autoritats.
- Swine

Un pirata australià que treballa per Jake. Gairebé sempre té una gerra de grog en la seva mà. Aquest personatge va aparèixer en la sèrie original, però mai va parlar, ni va ser anomenat.
- Stinka

Un Mexicà que treballa per Jake que parla poc anglès. Repeteix tot el que Jake diu, molestant-li molt. Un altre cop, aquest personatge era un que no sortia ni parlava en la sèrie més primerenca.
- Lloctinent Scratchwood

La veu del governador i la llei per la ciutat de Portobello. Estava al càrrec de la guàrdia i recollint impostos, també gasta el seu temps que empaitant lladres.

## Pugwashisms
Capità Pugwash és famós per les seves exclamacions, devent alguna cosa a l'estil de Capità Haddock en Les Aventures de Tintin:
- "Dolloping doubloons/dolphins!"
- "Coddling catfish!"
- "Lolloping landlubbers!"
- "Suffering seagulls!"
- "Staggering stalactites!"
- Nautical nitwits!"
- "Plundering porpoises!"
- "Kipper me capstans!"
- "Tottering turtles!"
- "Dithering dogfish!"
- "Scuttling cuttlefish!"
- "Stuttering starfish!"
- "Blistering barnacles!"
- "Shuddering sharks!"

## Tema
La sèrie va tenir un memorable tonada The Trumpet Hornpipe que va ser tocada per l'acordionista Tom Edmundson i arranjat per Philip Lane. Va aprendre la tonada de Jimmy Shand. La tonada sembla que ha estat popular de mitjan segle xix, però el seu compositor i el país d'origen és desconegut. En els Estats Units és conegut com el Thunder Hornpipe. El músic i pianista de la BBC Johnny Pearson també hi va aporatar música de fons.

## Llibres del Capità Pugwash
- Capità Pugwash: Una Història Pirata (1957)
- Pugwash A dalt (1960)
- Pugwash I el Vaixell de Fantasma (1962)
- Pugwash En l'Oceà Pacífic (1963)
- Pugwash I el Monstre de Mar (1976)
- Capità Pugwash i la Ruby (1976)
- Capità Pugwash i el Pit de Tresor (1976)
- Capità Pugwash i el Vaixell Nou (1976)
- Capità Pugwash i l'Elefant (1976)
- El Capità Pugwash Cartoon Llibre (1977)
- Pugwash I el Tresor Enterrat (1980)
- Pugwash El Contrabandista (1982)
- Capità Pugwash i el Partit de Vestit Elegant (1982)
- Capità Pugwash i el Mutiny (1982)
- Pugwash I el Wreckers (1984)
- Pugwash I el Tiberi de Mitjanit (1984)
- El Secret del San Fiasco (1985)
- La Batalla de Bunkum Badia (1985)
- La Recerca de l'Encaixada Daurada (1985)
- Capità Pugwash i el Pigwig (1991)
- Capità Pugwash i la Recompensa Enorme (1991)
- Els llibres eren 32 pàgines cada, alternant dues pàgines color ple i dos negre de pàgines, blau i blanc, per Puffin Llibres.

## Episodis televisius

### 1974–75 sèries
1. Avall El Covar
2. Pilota de canó
3. Monstre Ahoy
4. Ratolí Al mig del vaixell
5. Showboat
6. Marea d'inundació
7. Pícnic pirata
8. Fishmeal
9. Mutiny En El Porc Negre
10. El Banc Gran Robbery
11. Un Disparat A través dels Llaços
12. Campanes de casament
13. Stung!
14. El Deixant Daurat
15. Diamants Damunt Gel
16. Pastís d'aniversari
17. Bruixes Brew
18. Sis Peu Profund
19. Enigma Del Rubies
20. Pirata De l'Any
21. Diners fàcils
22. El Plank
23. Un Canvi Just
24. Viatge De Descoberta
25. Contrabandistes Cove
26. El Bucaner de Vol
27. Illa Del Dodos
28. Agafat En L'Acte
29. Un Dir Cua de Conte
30. Fora Amb El seu Cap

### 1997 sèries
1. L'Ovella de Polissó
2. El Portobello Pesta
3. El Doubledealing Duchess
4. La roba Nova de l'Emperador
5. La Regata
6. El Dingly Dangly Cranc
7. Pit De Calaixos
8. El Vanishing Vaixell
9. Xocolata calenta
10. El Gat Gras
11. El Pandemonium Lloro
12. El Raspall Amb Art
13. Un Dia que Aixeca Cabell
14. Fiddle De Diamants
15. El Melodiós Mermaid
16. El Titànic Teapot
17. El Noi de Cabina Nou
18. Deixant de tresor
19. Peppercorn Pistols
20. Moments enganxosos
21. Muddling Monstres
22. El Megamango Mones
23. King Pugwash
24. El gos del Diable
25. Perfums D'Aràbia
26. L'Almirall Fireworks

## Cas de difamació en relació amb els dobles sentits
Hi ha una llegenda urbana, sostinguda per l'ara inexistent diari de Regne Unit Sunday Correspondent, que adscriu noms suggestivament sexuals – com Mestre Bates, Seaman Staines, i Roger el Noi de Cabina – a Capità Pugwash personatges, i indicant que el nom del capità era un terme australià per a sexe oral. L'origen d'aquest mite probablement pot ser a causa de l'estudiant rag mags de 1970 sorra el personatge Master Mate, el nom del qual quan parlat per Pugwash ocasionalment va sonar alguna cosa com "Master Bate". Tanmateix cap dels altres caràcters mai presentats en l'espectacle. Curiosament, tot i que hi hi havia un personatge real va cridar Willy, el qual és un inofensiu terme d'argot britànic per penis, aquest personatge mai és citat com un exemple del doble sentit.
John Ryan va demandar amb èxit a tots dos diaris Sunday Correspondent i The Guardian el 1991 per imprimir aquesta llegenda com un fet real.